# Glengarry (Australia)
Glengarry – miasto w Australii, w stanie Wiktoria.